# Maryna Zanevska
Maryna Volodymyrivna Zanevska (ukrainsk: Марина Володимирівна Заневська, født 24. august 1993 i Odessa, Ukraine) er en professionel tennisspiller fra Belgien, som indtil 2016 repræsenterede sit fødeland, Ukraine.